# نیپسی هاسل
ارمیاس ازکدوم (زاده ۱۵ اوت ۱۹۸۵ – درگذشته ۳۱ مارس ۲۰۱۹)، که به‌طور حرفه ای به عنوان نیپسی هاسل شناخته می‌شود، یک رپر آمریکایی و ترانه‌سرا از لس آنجلس، کالیفرنیا بود. در اواسط سال ۲۰۰۰، از صحنه‌های هیپ هاپ ساحل غربی،، شناخته شد. او در ابتدا با نام‌های متعدد میکس‌تیپ شناخته می‌شد، از جمله " گلوله‌هایی که نامی نداشتند "، "ماراتن"، "ماراتن ادامه دارد" و " کرن‌شاو"، که آخرین آن را رپر جی-زی ۱۰۰ نسخه و هر کدام برای ۱۰۰ دلار خریداری کرد. پس از تأخیر زیاد، اولین آلبوم استودیوی دور قهرمانی خود در فوریه ۲۰۱۸ و تحسین منتقدان را برانگیخت و موفقیت تجاری داشت. و برای بهترین آلبوم رپ در شصت و یکمین مراسم جایزه گرمی در ۲۰۱۹ نامزد دریافت جایزه شد.
هاسل در خارج از فروشگاه خود، ماراتن لباس، در لس آنجلس جنوبی در تاریخ ۳۱ مارس ۲۰۱۹ به قتل رسید.

## اوایل زندگی
ازکدوم در ۱۵ اوت ۱۹۸۵ متولد و بزرگ شده در محله کرنشاو از جنوب لس آنجلس. پدرش یک پناهنده از اریتره به ایالات متحده است که از سرزمین خود فرار کرده و مادرش آمریکایی آفریقایی است. ازکدوم هنگامی که در مورد گذشته‌اش در مصاحبه‌ای سؤال شد، اظهار داشت: "من در لس آنجلس کنار مادرم بزرگ شدم، شما می‌دانید خانواده مادرم آمریکایی سیاه است. من همیشه میراثم را از پدرم می‌دانستم، اما من هرگز خانواده ام را ندیدم.

## زندگی شخصی و مرگ
هاسل و بازیگر لورن لندن در سال ۲۰۱۳ ازدواج کردند و اولین فرزندشان در ۳۱ اوت ۲۰۱۶ متولد شد. لندن فرزندانی از یک رابطه زناشویی قبلی با لل وین دارد، در حالی که هسل از یک رابطه قبلی دختری به نام اِمانی داشت.
به گفته پلیس، در ۳۱ مارس ۲۰۱۹، در پارکینگ فروشگاه ماراتن لباس، در جنوب لس آنجلس در حدود ۳:۲۵ بعد از ظهر چند بار به هاسل تیراندازی شد. پنج بار در بدنش و یک بار در سرش شلیک شد. دو نفر دیگر در تیراندازی زخمی شدند. هر سه قربانی به یک بیمارستان منتقل شدند، جایی که هسل درگذشت. او ۳۳ سال داشت. پس از شنیدن این خبر، افراد متعددی همدردی خود را در رسانه‌های اجتماعی ابراز داشتند. پلیس اریک هولدر ۲۹ ساله را به عنوان یک مظنون شناسایی کرد. محققان معتقدند که مقتول هولدر را می‌شناخته و علت قتل دلایل شخصی بوده.